# Eduardo Pinheiro da Silva
Dom Eduardo Pinheiro da Silva SDB (Lins, 20 de janeiro de 1959) é um religioso salesiano e bispo católico brasileiro. Foi bispo auxiliar de Campo Grande e é o quinto bispo de Jaboticabal.

## Biografia
Filho de Francisco Pinheiro da Silva e de Elvira Martins Pinheiro da Silva, Dom Eduardo foi ordenado padre no dia 19 de janeiro de 1991. Nomeado bispo titular de Gisipa e auxiliar de Campo Grande em março de 2005, recebeu a ordenação episcopal no dia 6 de maio desse mesmo ano das mãos de Dom Vitório Pavanello, S.D.B.. Foi o bispo responsável pelo Setor Juventude da Conferência Nacional dos Bispos do Brasil. Seu lema episcopal é Chamo-vos amigos.
No dia 12 de maio de 2011 foi eleito Presidente da Comissão Episcopal Pastoral para a Juventude da CNBB, período a concluir-se em 2015.
Em 22 de abril de 2015, foi transferido para a Diocese de Jaboticabal e no dia 21 de junho tomou posse canônica de sua diocese.